# Girardville (Pensilvania)
Girardville es un borough ubicado en el condado de Schuylkill en el estado estadounidense de Pensilvania. En el año 2000 tenía una población de 1.742 habitantes y una densidad poblacional de 1,284.7 personas por km².

## Geografía
Girardville se encuentra ubicado en las coordenadas 40°47′32″N 76°17′04″O / 40.79222, -76.28444.

## Demografía
Según la Oficina del Censo en 2000 los ingresos medios por hogar en la localidad eran de $23,702 y los ingresos medios por familia eran $30 000. Los hombres tenían unos ingresos medios de $26,906 frente a los $20,433 para las mujeres. La renta per cápita para la localidad era de $13,735. Alrededor del 14.6% de la población estaba por debajo del umbral de pobreza.